# بانوماتی راماکریشنا
بانوماتی راماکریشنا (انگلیسی: Bhanumathi Ramakrishna; ۷ سپتامبر ۱۹۲۵ – ۲۴ دسامبر ۲۰۰۵) هنرپیشه، کارگردان فیلم، خواننده-ترانه‌پرداز، خواننده، و تهیه‌کننده اهل هند بود.
او در فیلم پادشاه دربه‌در بازی کرده بود.